# Autoportrait (Cézanne)
Pour les articles homonymes, voir Autoportrait (homonymie) et Autoportrait au chapeau (Cézanne).

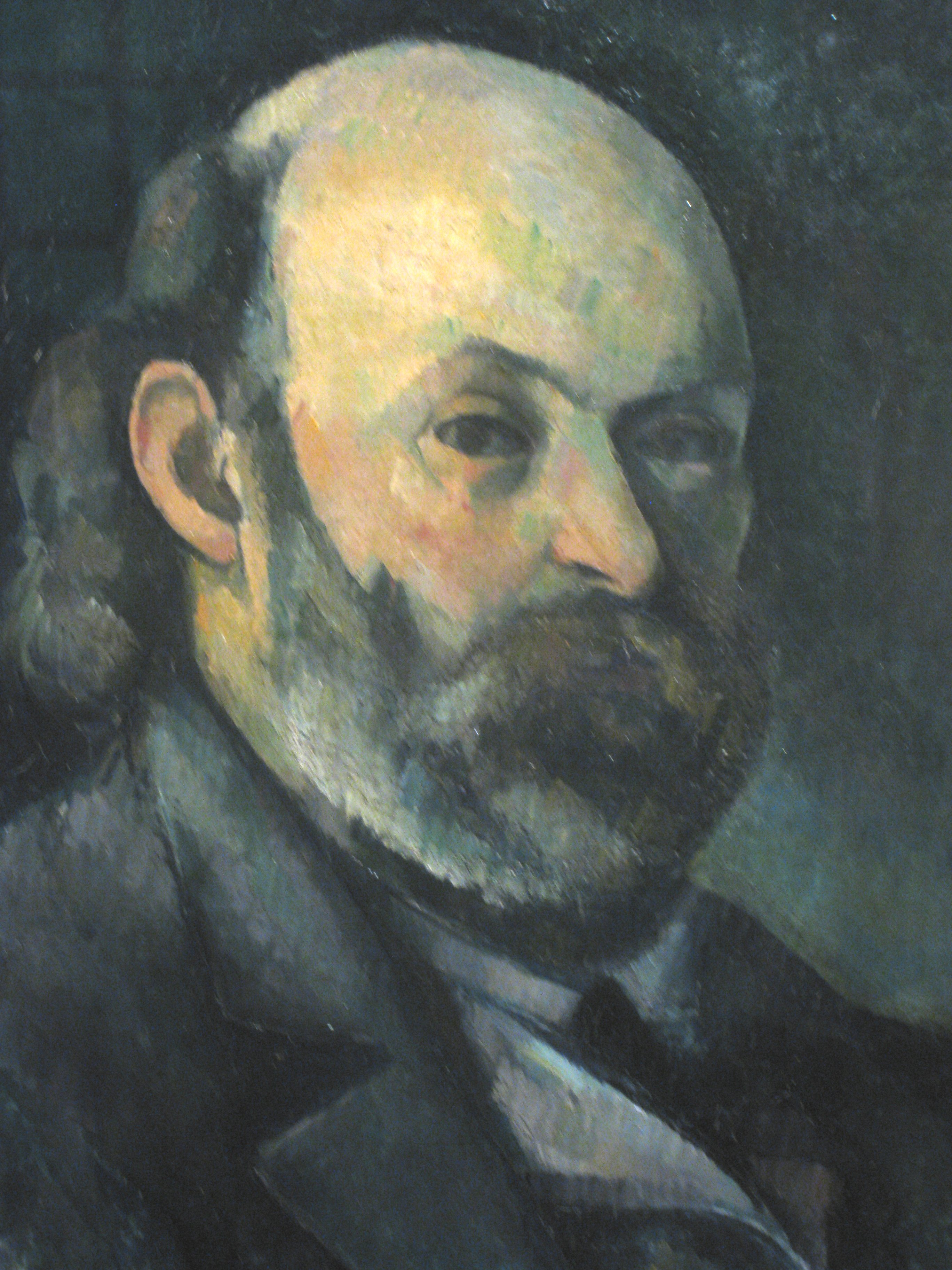
Autoportrait, musée des beaux-arts Pouchkine.

Cet Autoportrait du peintre français Paul Cézanne (1839-1906) est conservé au musée des beaux-arts Pouchkine de Moscou. Il date des années entre 1879 et 1882, vraisemblablement du début des années 1880. C'est une huile sur toile qui mesure 45 × 37 cm. Il est signé en bas à droite.

## Histoire
Cette toile a été achetée à Paris en 1908 par Sergueï Chtchoukine à Ambroise Vollard. La collection du fameux mécène moscovite a été nationalisée en 1918 par un décret de Lénine et transférée au nouveau musée d'art moderne occidental de Moscou. En 1948, lorsque la collection a été partagée entre le musée de l'Ermitage et le musée Pouchkine, cette toile a été dévolue au musée Pouchkine.  

## Expositions
Cet autoportrait a été montré au public à l'« exposition Cézanne » qui s'est tenue en novembre-décembre 1895 à la galerie Vollard; puis en 1926 à Moscou; en 1955 à Moscou; en 1956 à Léningrad; de nouveau en 1956 à l'« exposition Paul Cézanne » de Léningrad et à Moscou à l'hiver 1974-1975,.

## Quelques autoportraits de Cézanne de la même époque

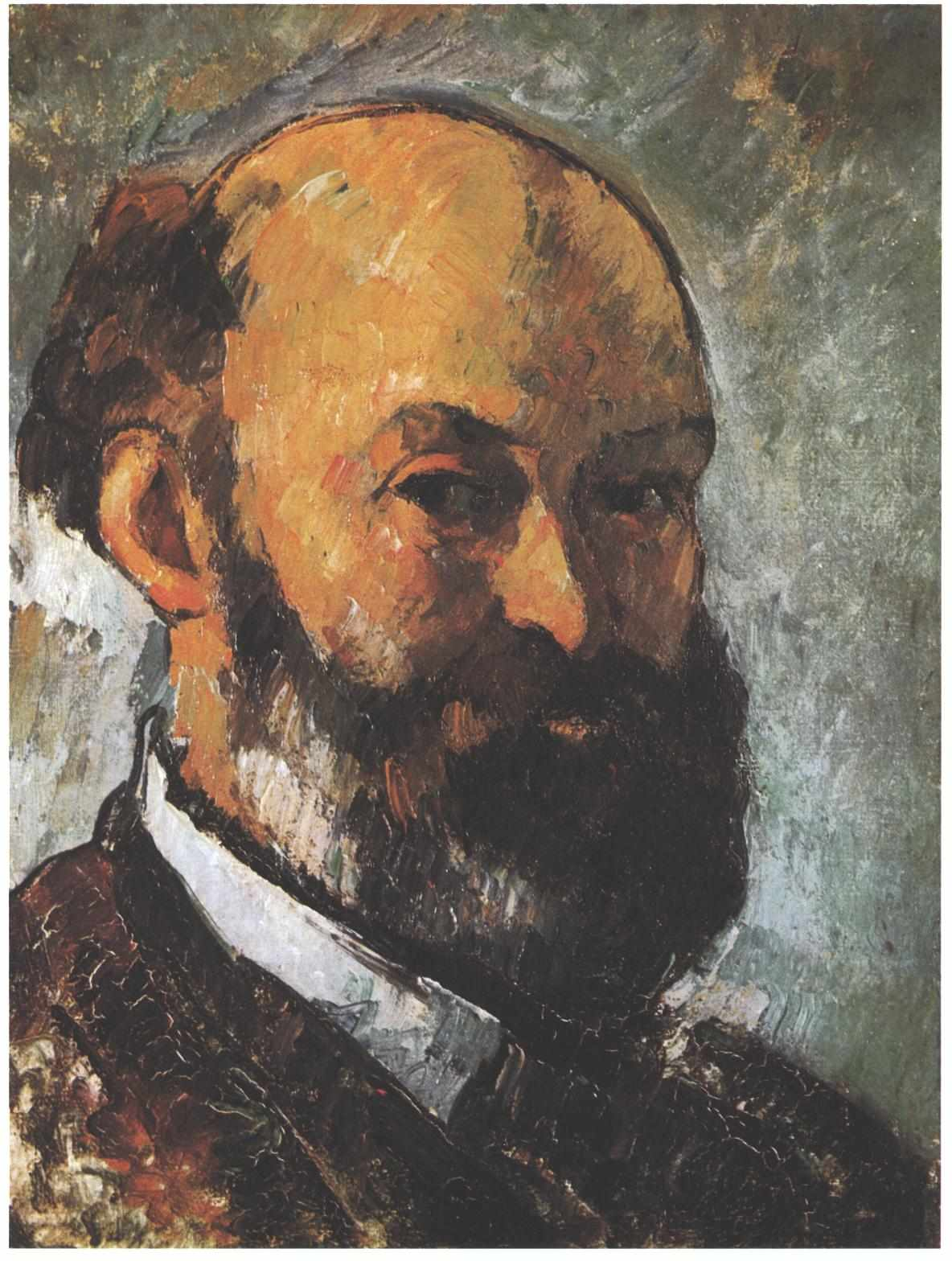
Autoportrait (1879-1880), coll. part.
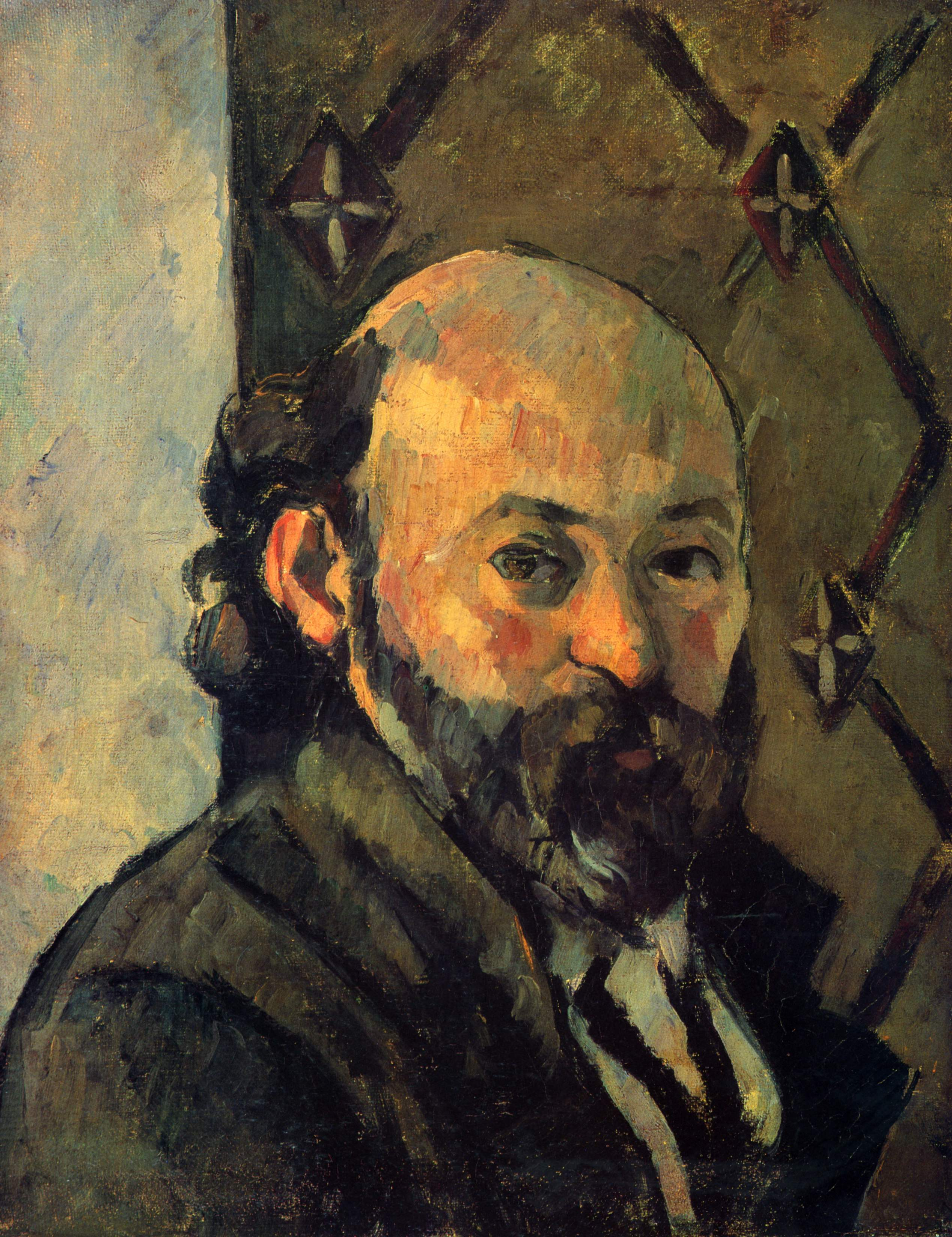
Autoportrait (1880-1881), National Gallery
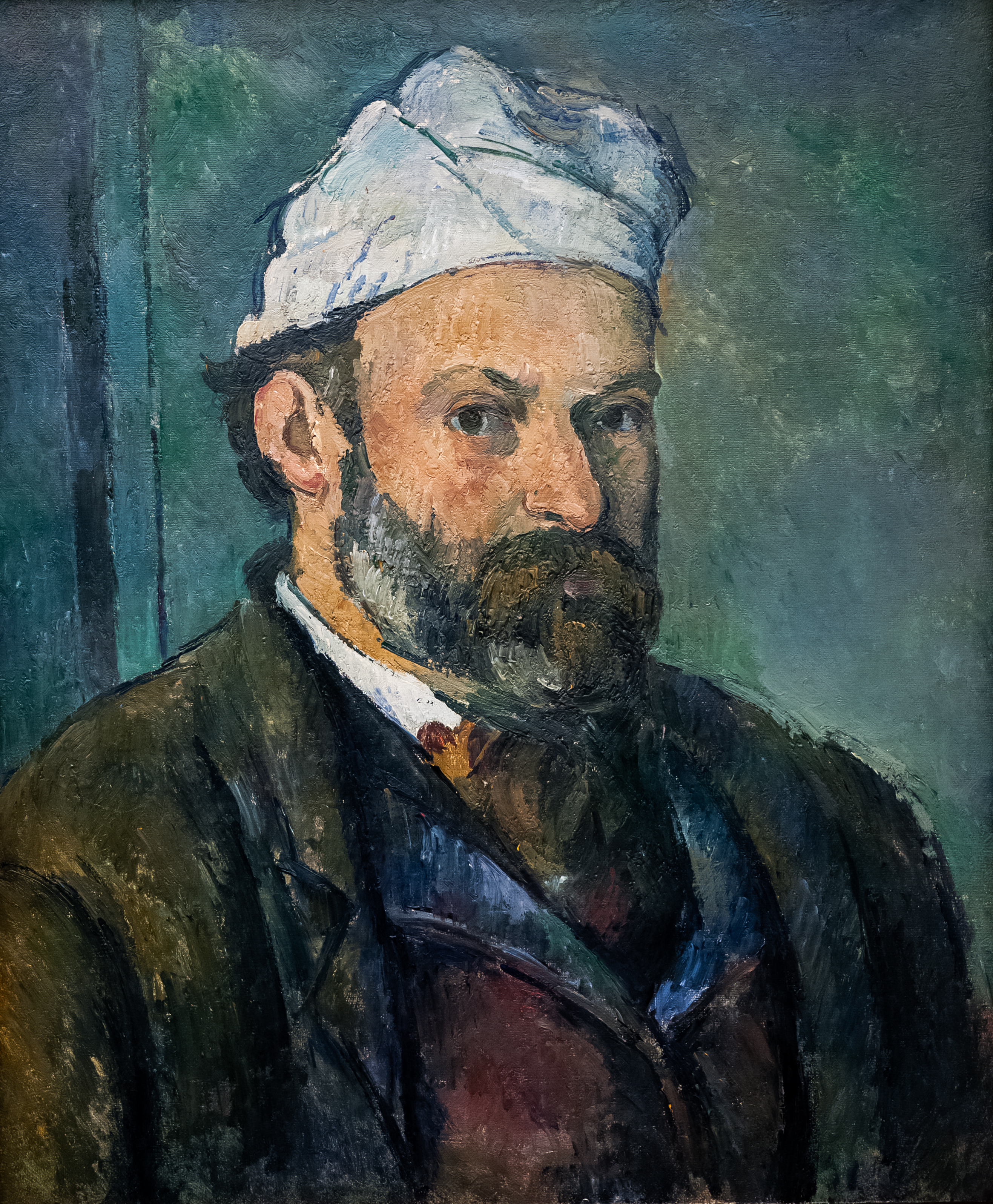
Autoportrait au turban blanc (1881-1882), Neue Pinakothek
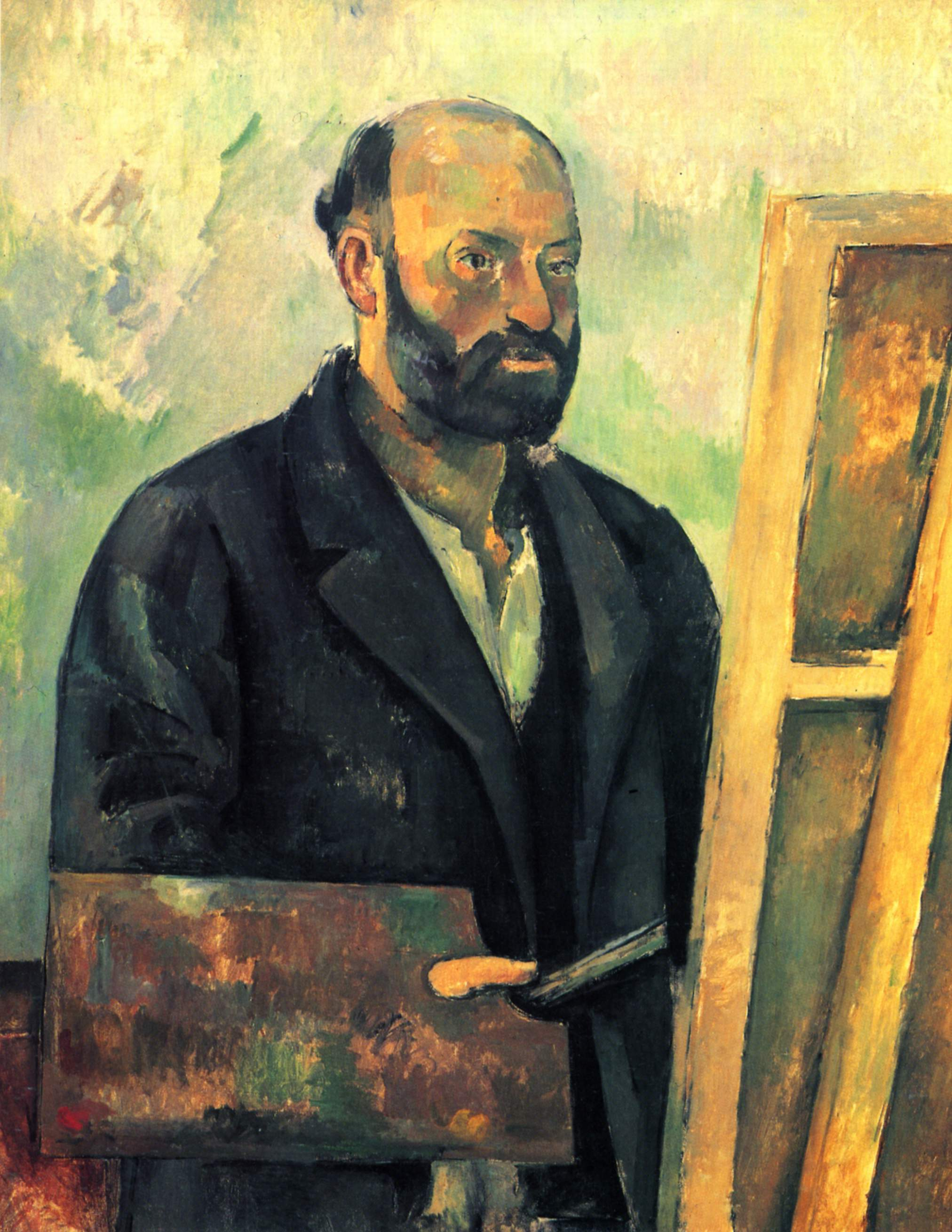
Autoportrait à la palette (1890), Collection E. G. Bührle